# INS Kalvari (S21)
El INS Kalvari (S21) es un submarino de ataque diésel-eléctrico de la marina de guerra de la India; el primero de los seis submarinos de la clase Kalvari (P75), basada en el diseño Scorpène del constructor francés Naval Group.
Fue construido por el Magazon Dock Limited de Bombay (India), siendo botado en 2015 y asignado en 2017. Es la primera unidad de su clase en entrar en servicio.
El Kalvari es un submarino diésel-eléctrico con sistema AIP, puede navegar a una velocidad de hasta 20 nudos y está armado de misiles antibuque Exocet SM 39